# كأس ألبانيا 1953
كأس ألبانيا 1953 (بالألبانية: Kupa e Republikës 1953‏) هو موسم من كأس ألبانيا. أشرف على تنظيمه اتحاد ألبانيا لكرة القدم، وفاز فيه دينامو تيرانا.